# Iglesia de Santa María Magdalena (Pinos Genil)
La iglesia de Santa María Magdalena es una iglesia parroquial de la localidad española de Pinos Genil, en Granada, y su monumento arquitectónico más representativo.

## Historia
Data de mediados del siglo (siglo XVI), estando adscrita al arciprestazgo de Sierra Nevada de la Archidiócesis de Granada.

## Descripción
Es de estilo mudéjar, planta de cajón, una sola nave, con una  cubierta de armaduras mudéjar, mientras la capilla mayor se sitúa tras un arco, y se cubre con una bóveda ojival.
Su torre sirve de hito topográfico, habiéndose establecido en el Mapa Topográfico Nacional (Hoja 1027-1) que su base está una altitud de 778 metros sobre el nivel del mar.